# Mehun-sur-Yèvre

Mehun-sur-Yèvre este o comună în departamentul Cher, Franța. În 1 ianuarie 2022 avea o populație de 6.394 de locuitori.